# Италијански покрет отпора
Италијански покрет отпора је заједнички назив за све покрете отпора који су дејствовали против немачких окупационих снага у Италији и марионетске Италијанске Социјалне Републике од септембра 1943. па до краја рата на подручју Италије 25. априла 1945. године. Учешћа у покрету отпора узели су антифашистички расположени Италијани након почетка савезничке инвазије Италије, капитулације и током немачке окупације севера земље.

## Отпор регуларних италијанских јединица
Први отпор регуларних италијанских јединица у данима након потписивања капитулације Италије 8. септембра 1943. године избио је понегде у Италији, с најзначајнијим отпором у Риму. Међутим, поједини италијански гарнизони у окупираној Грчкој, Албанији, Југославији и Италији укључили су се у оружану борбу против немачких снага. Војници појединих италијанских дивизија, затечени у окупираној Југославији, одлучили су да се придруже југословенским партизанима у отпору немачком окупатору. Од њих је било формирано неколико дивизија које су постале саставни део НОВЈ. Борци ових дивизија су се напослетку вратили у Италију, завршивши свој ратни пут код Трста.

## Партизански покрет
Први већи отпор након капитулације Италије избио је у граду Напуљу, који је за четири дана ослобођен у општем народном устанку његових становника крајем септембра 1943. године. Ускоро су Италијанска комунистичка партија, Италијанска социјалистичка партија, Партија акције (либерални социјалисти), Хришћанска демократија и остале мање политичке партије основале Комитет националног ослобођења (ЦНЛ), који је био главни руководећи орган покрета отпора. Деловање ЦНЛ-а одобрили су краљ Виктор Емануел III и Савезници.
Највише припадника италијанског покрета отпора борило се у редовима комунистичких бригада „Гарибалди“, бригадама „Правда и слобода“ либералних социјалиста и социјалистичким бригадама „Ђакомо Матеоти“, а нешто мањи број у редовима бригада демократа и монархиста.
Родолфо Грацијани проценио је да су снаге Покрета отпора у мају 1944. чиниле од 70 до 80,000 бораца. Такође се процењује да је током деловања Покрета отпора укупно погинуло 50,000 бораца.
Најинтензивнија активност јединица ЦНЛ-а осећала се на подручју Алпа, Апенина и у долини реке По, односно на целом подручју немачке марионетске државе, Италијанске Социјалне Републике. Партизани су до оружја најчешће долазили њиховим отимањем од непријатељских војника, а било је и случајева препада на фабрике оружја. Дезертери из војске Италијанске Социјалне Републике такође су доносили своје оружје.
Обичне партизанске јединице обично су бројале до 40 или 5о бораца, који су водили партизански рат, односно вршили препаде на непријатељске јединице и затим брзо продужили даље. Питање прехране за партизане посебно је било тешко у планинским регионима, те су се умногоме ослањали на помоћ локалног становништва.
Жене су играле важну улогу у Покрету отпора; око 35,000 њих је након рата признато право борачког статуса. Иако им није било дозвољавано да се придружују партизанским јединицама у планинама, жене су свеједно оставиле снажан утицај на Покрет отпора.
Упоредо с напредовањем савезничких јединица према северу Италије, италијански партизани су у позадини блиској фронту организовали масовне побуне и успостављали привремене партизанске владе (партизанске републике) у планинским подручјима северне Италије. С разбуктавањем партизанског устанка, Немци су повећавали број одмазди над локалним становништвом и таоцима, те је вредело правило да за сваког убијеног немачког војника буде стрељано 10 Италијана. Процењује се да је у акцијама одмазди укупно стрељано 15,000 Италијана цивила.
Осим Италијана, Покрету отпора придружили су се и разни ратни заробљеници затечени у Италији у то време, попут Југословена, Чеха, Руса, Украјинаца, Холанђана, Шпанаца, Грка, Пољака, Немаца-дезертера из Вермахта, те Британаца и Американаца.
Са замахом савезничке офанзиве, ЦЛН је 19. априла 1945. године позвао народ на масовни устанак против окупатора. Партизани су одмах напали Болоњу и ослободили ју до 21. априла заједно с јединицама регуларне италијанске краљевске војске. Парма и Ређо Емилија ослобођени су 24. априла, а Торино и Милано 25. априла. Немачке снаге у Италији званично су капитулирале 2. маја 1945. године.
Дана 27. априла, партизански командант Умберто Лазаро препознао је на граници прерушеног Бенита Мусолинија и његову љубавницу Клару Петачи, како покушавају да побегну. Они и још 15 фашистичких вођа су стрељани и обешени наглавце на главном тргу у Милану. Били су обешени на месту где су годину дана раније фашисти обесили 15 антифашиста.